# Ōgaki
Ōgaki è una città giapponese della prefettura di Gifu.